# Erdbeben in Izmir 1688
Das erste Beben in Izmir 1688 erfolgte am 30. Juni 1688. Dabei wurde die Burg des Sandschak vollständig zerstört. Dem folgte am 10. Juli 1688 ein weiteres Beben. Es hatte sein Epizentrum nahe Izmir im Osmanischen Reich. Das Erdbeben hatte eine geschätzte Magnitude von 7,0 auf der Oberflächenwellen-Magnituden-Skala mit einer gefühlten maximalen Intensität von X (Intensiv) auf der Mercalli-Intensitätsskala. Dabei starben bis zu 19.000 Menschen. Die meisten Opfer waren Türken, da das Beben an einem Freitag erfolgte und viele Ausländer den Tag außerhalb der Stadt verbrachten. Nach dem Beben brachen Brände aus, die aufgrund der Holzbauweise fast die Hälfte der Stadt zerstörten. Die Stadt wurde auch mit Hilfe ausländischer Kaufleute innerhalb weniger Jahre wieder aufgebaut.